# Réunion-Graubrillenvogel
Der Réunion-Graubrillenvogel (Zosterops borbonicus), früher Maskarenen-Brillenvogel, ist eine Vogelart aus der Familie der Brillenvögel. Er kommt auf Mauritius und Réunion vor.

## Systematik
Ursprünglich wurden die Rassen von Réunion und Mauritius als eigenständige Arten Zosterops borbonica und Zosterops mauritianus beschrieben. Heute wird Zosterops borbonicus borbonicus (von Réunion) als Nominatform und Zosterops borbonicus mauritianus (von Mauritius) als Unterart betrachtet.

## Beschreibung
Die Nominatform von Réunion erreicht eine Länge von 10 Zentimetern. Die Oberseite ist graubraun. Vorder- und Hinterkopf sind grau. Die Oberschwanzdecken sind schmutzigweiß. Die Unterseite ist schmutziggrau. Kinn, Bauchmitte, Steiß, Unterschwanzdecken und Unterflügeldecken sind weißlich. Die Flanken sind rostbraun, die Schenkelseiten sind dunkel rostbraun. Schnabel und Füße sind fast schwarz. Die Rasse Z. b. mauritianus erreicht eine Länge von 9 Zentimetern. Bei ihr ist die Unterseite mehr schmutziggrauweiß gefärbt. Kinn, Kehle und Unterschwanzdecken sind stärker weiß als bei Z. b. borbonicus. Die Flanken zeigen eine schwache bräunliche Verwaschung. Beide Rassen weisen einen auffälligen weißen Ring um die kastanienbraune Iris auf.

## Lebensraum und Lebensweise
Von den endemischen Vogelarten der Maskarenen hat sich der Maskarenen-Brillenvogel am besten an die vom Menschen verursachten Landschaftsveränderungen angepasst. Er bewohnt Waldland, Wälder und Gärten. Seine Nahrung besteht aus Insekten, Früchten und Nektar. Auf Réunion ist er Bestäuber für Orchideenarten wie Angraecum striatum und auf Mauritius gehört er zu den Hauptbestäubern der Trochetia-Blüten. Bei der Nahrungssuche bewegt er sich in kleinen Gruppen von sechs bis zwanzig Individuen. Seine Stimme ist sehr laut. Die Brutzeit ist im südlichen Sommer. Das Gelege besteht aus zwei bis vier hellblauen Eiern. Das napfenförmige Nest wird mit Pflanzenmaterial gepolstert.